# Großer Stieflitzbach
Der Große Stieflitzbach, auch Große Stieflitz bzw. Vordere Stieflitz, ist ein rechter Zufluss zur Wilden Weißeritz bei Höckendorf, Sachsen.

## Verlauf

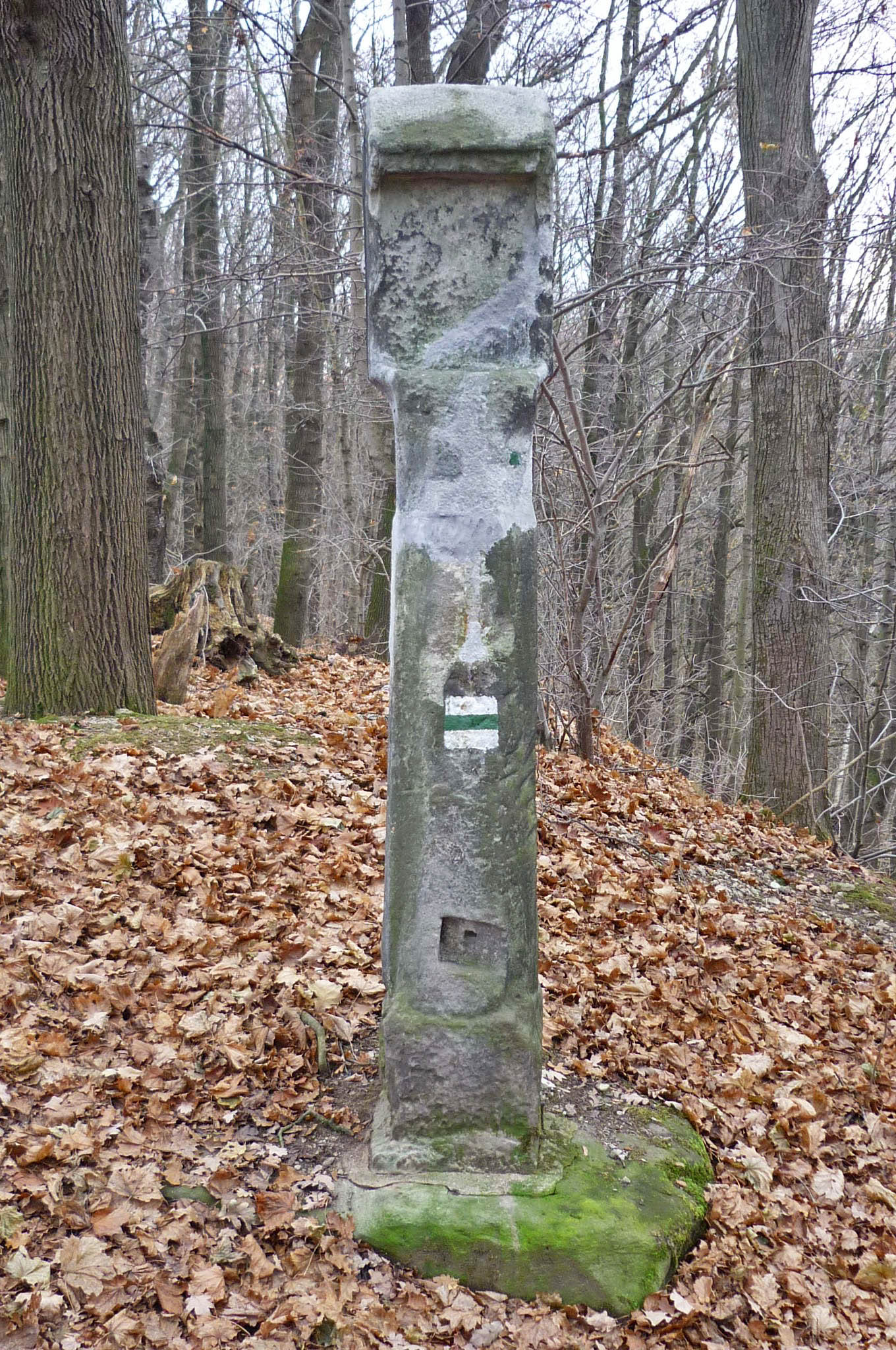
Thelersäule über dem Stieflitzgrund

Der Große Stieflitzbach entspringt westlich des Steinberges (432 m) bei Ruppendorf auf der Gemarkung von Höckendorf. In seinem durch den Mittelgrund nach Norden führenden Oberlauf speist der Bach zwei kleine Teiche. Entlang dieses Bachabschnittes verlief früher die Butterstraße, östlich des Steinhübels (421 m) überquerte der Fürstenweg den Bach; die beiden alten Wege wurden in der zweiten Hälfte des 20. Jahrhunderts beseitigt.
Im Mittellauf fließt der Große Stieflitzbaches westlich von Höckendorf durch eine sanfte Talmulde mit ufernahem Laubbaumbestand und mehreren Teichen, dabei wird der Bach von der Staatsstraße 190 zwischen Obercunnersdorf und Ruppendorf sowie der Ortsverbindungsstraße zwischen Obercunnersdorf und Höckendorf überquert.
Im Unterlauf erreicht der Bach die Stieflitz  und fließt durch ein bewaldetes Kerbtal in nordwestliche Richtung. Rechtsseitig über dem Grund befindet sich am Höckendorfer Kirchsteig, der ursprünglich nach Obercunnersdorf weiterführte, eine der beiden erhaltenen Thelersäulen. Auf dem Meilenblatt ist an dieser Stelle ein Gottesacker eingezeichnet. Bachabwärts liegt des Mundloch des Oberen St. Michaelis Stolln. Nach 3,3 km mündet der Große Stieflitzbach westlich von Höckendorf an der Ruine der Stübemühle, auch Steinmühle genannt, in die Wilde Weißeritz.
Seit 2013 läuft ein Projekt der Landestalsperrenverwaltung Sachsen zur Renaturierung der Großen und Kleinen Stieflitz mit einem Gesamtumfang von 100.000 €.